# Comuna Peștera, Constanța
Peștera este o comună în județul Constanța, Dobrogea, România, formată din satele Ivrinezu Mare, Ivrinezu Mic, Izvoru Mare, Peștera (reședința) și Veteranu. Zona în care este situată comuna este locul de întâlnire a cinci văi, în limba turcă beș derea, fiind colinară după aspect, dar cu o altitudine de maxim 155 de metri.

## Demografie
Componența etnică a comunei Peștera
     Români (89,99%)
     Alte etnii (0,74%)
     Necunoscută (9,27%)
Componența confesională a comunei Peștera
     Ortodocși (88,14%)
     Alte religii (2,43%)
     Necunoscută (9,43%)
Conform recensământului efectuat în 2021, populația comunei Peștera se ridică la 3.127 de locuitori, în scădere față de recensământul anterior din 2011, când fuseseră înregistrați 3.307 locuitori. Majoritatea locuitorilor sunt români (89,99%), iar pentru 9,27% nu se cunoaște apartenența etnică. Din punct de vedere confesional, majoritatea locuitorilor sunt ortodocși (88,14%), iar pentru 9,43% nu se cunoaște apartenența confesională.

## Politică și administrație
Comuna Peștera este administrată de un primar și un consiliu local compus din 13 consilieri. Primarul, Bobe Paraschiva Demirel[*], de la Partidul Social Democrat, este în funcție din 1 noiembrie 2024. Începând cu alegerile locale din 2024, consiliul local are următoarea componență pe partide politice:
|  | Partid                          | Consilieri | Componența Consiliului | Componența Consiliului | Componența Consiliului | Componența Consiliului | Componența Consiliului | Componența Consiliului | Componența Consiliului |
|  | ------------------------------- | ---------- | ---------------------- | ---------------------- | ---------------------- | ---------------------- | ---------------------- | ---------------------- | ---------------------- |
|  | Partidul Social Democrat        | 7          |                        |                        |                        |                        |                        |                        |                        |
|  | Partidul Național Liberal       | 5          |                        |                        |                        |                        |                        |                        |                        |
|  | Alianța pentru Unirea Românilor | 1          |                        |                        |                        |                        |                        |                        |                        |